# بای ساید شاکه‌داون
بای ساید شاکه‌داون یا اودورو دایسوساسن (به ژاپنی: 踊る大捜査線, Odoru Daisōsasen)، مجموعه تلویزیونی پلیسی ژاپنی (ژانر پلیسی) کمدی-درام است که در سال ۱۹۹۷ توسط گروه فوجی تلویژن پخش شد.